# Edward Egan
Edward Michael Egan (Oak Park (Illinois), 2 april 1932 – New York, 5 maart 2015) was een Amerikaans geestelijke en een kardinaal van de Rooms-Katholieke Kerk.
Egan studeerde theologie en wijsbegeerte aan de Pauselijke Gregoriaanse Universiteit in Rome, waar hij promoveerde in het canoniek recht. Hij werd op 15 december 1957 priester gewijd. Hierop werd hij persoonlijk secretaris van Albert Meyer, de aartsbisschop van Chicago. Op 20 november 1972 werd hij benoemd tot rechter bij de Rota. Hij gaf onderwijl colleges in het kerkelijk recht aan het Gregorianum.
Op 1 april 1985 werd Egan benoemd tot hulpbisschop van New York en tot titulair bisschop van Allegheny. Hij ontving op 22 mei 1985 zijn bisschopswijding uit handen van Bernardin kardinaal Gantin. Op 5 november 1988 volgde zijn benoeming tot bisschop van Bridgeport. Op 1 mei 2000 werd hij benoemd tot aartsbisschop van New York.
Tijdens het consistorie van 21 februari 2001 werd Egan kardinaal gecreëerd. Hij kreeg de Santi Giovanni e Paolo – sinds Francis Spellman de traditionele titelkerk van de aartsbisschoppen van New York – als titelkerk. Kardinaal Egan was lid van de Pauselijke Raad voor het Gezin. Hij nam deel aan het conclaaf van 2005 dat leidde tot de verkiezing van Joseph Ratzinger tot paus Benedictus XVI.
Egan ging op 23 februari 2009 met emeritaat.
Egan overleed op 82-jarige leeftijd in het NYU Langone Medical Center in New York. Hij werd begraven in de crypte van de Saint Patrick's Cathedral.
- Gemeinsame Normdatei: 1046228935
- International Standard Name Identifier: 0000 0001 1075 9465
- Library of Congress Control Number: no94014248
- Système universitaire de documentation: 08892792X
- Virtual International Authority File: 89672403
- WorldCat: E39PBJwdf8QtxKGYRgcGy3ChHC